# Japan Foundation Übersetzerpreis
Der Japan Foundation Übersetzerpreis ist ein Literaturpreis, der seit 1999 vom Japanischen Kulturinstitut in Köln, der deutschen Vertretung der Japan Foundation, für herausragende Übersetzungen aus dem Japanischen verliehen wird. Der Preis ist mit 5000 Euro dotiert und wurde anfangs jährlich vergeben. Die Vergabe erfolgt durch eine mit japanischen und deutschen Fachleuten besetzte Jury.
Preisträger
- 2019 Sabine Mangold für Yōko Ogawa: Zärtliche Klagen und Kazuaki Takano: 13 Stufen[1]
- 2016 Michael Stein für Sei Shônagon: Kopfkissenbuch = Makura no Sôshi
- 2014 Heike Patzschke für Toshiki Okada: Die Zeit, die uns bleibt
- 2011 Thomas Eggenberg für Sō Aono: Mutter wo bist du und Banana Yoshimoto: Federkleid
- 2008 Nora Bierich für Kenzaburō Ōe: Tagame : Berlin - Tokyo
- 2006 Katja Caßing für Keigo Higashino: Mord am See und Arimasa Ōsawa: Der Hai von Shinjuku: Sodom und Gomorrha
- 2004 Ursula Gräfe und Kimiko Nakayama-Ziegler für Yōko Ogawa: Schwimmbad im Regen
- 2003 Peter Pantzer für Die Iwakura-Mission: das Logbuch des Kume Kunitake über den Besuch der japanischen Sondergesandtschaft in Deutschland, Österreich und der Schweiz im Jahre 1873
- 2002 Annelie Ortmanns für Banana Yoshimoto: Amrita und Dornröschenschlaf: drei Erzählungen von der Nacht und Kenzaburō Ōe: Grüner Baum in Flammen
- 2001 Ekkehard May für Shômon: das Tor der Klause zur Bananenstaude: Haiku von Bashôs Meisterschülern Kikaku, Kyorai, Ransetsu
- 2000 Wolfgang Seifert und Uwe Hohmann für Hiroshi Okumura: Japan und seine Unternehmen: Einführung in gegenwärtige Strukturprobleme
- 1999 Otto Putz für Natsume Sōseki: Ich, der Kater und Kenzaburō Ōe: Reißt die Knospen ab